# Anders Törnfelt
Anders Törnfelt (i riksdagen kallad Törnfelt i Gryt), född 12 augusti 1803 i Törnsfalls församling i Kalmar län, död 7 april 1879 i Gryts församling i Östergötlands län, var en svensk komminister och riksdagsman. 
Törnfelt var komminister i Gryts församling i Linköpings stift. Som riksdagsman var han ledamot av andra kammaren 1870–1875 invald i Hammarkinds och Skärkinds domsagas valkrets.